# Scottish Open 2023 (Badminton)
Die Scottish Open 2023 fanden vom 5. bis zum 8. Oktober 2023 in der Emirates Arena in Glasgow statt. Es war die 103. Austragung dieser internationalen Meisterschaften von Schottland im Badminton.

## Medaillengewinner
| Disziplin    | Gold                              | Silber                          | Bronze                             |
| ------------ | --------------------------------- | ------------------------------- | ---------------------------------- |
| Herreneinzel | Mads Christophersen               | S. Sankar Muthusamy Subramanian | Collins Valentine Filimon          |
| Herreneinzel | Mads Christophersen               | S. Sankar Muthusamy Subramanian | Nhat Nguyen                        |
| Dameneinzel  | Neslihan Arın                     | Kristin Kuuba                   | Haruna Konishi                     |
| Dameneinzel  | Neslihan Arın                     | Kristin Kuuba                   | Qi Xuefei                          |
| Herrendoppel | Daniel Lundgaard Mads Vestergaard | Andreas Søndergaard Jesper Toft | Rory Easton Zach Russ              |
| Herrendoppel | Daniel Lundgaard Mads Vestergaard | Andreas Søndergaard Jesper Toft | Callum Hemming Ethan van Leeuwen   |
| Damendoppel  | Gabriela Stoeva Stefani Stoeva    | Maiko Kawazoe Haruna Konishi    | Stine Küspert Emma Moszczynski     |
| Damendoppel  | Gabriela Stoeva Stefani Stoeva    | Maiko Kawazoe Haruna Konishi    | Julie MacPherson Ciara Torrance    |
| Mixed        | Mads Vestergaard Christine Busch  | Jesper Toft Clara Graversen     | Callum Hemming Estelle van Leeuwen |
| Mixed        | Mads Vestergaard Christine Busch  | Jesper Toft Clara Graversen     | Jan Colin Völker Stine Küspert     |